# 地上最強
《地上最強》（英語：Extreme Challenge），是一部由董瑋執導，張智堯（飾「喬健」）、楊俊毅（飾「金藩」）、李詠嫻（飾「李凱琳」）等主演的動作電影。該電影在2001年9月13日於香港上映。

## 劇情簡介
網樂公司在網路上舉辦了一屆網路搏擊比賽，全世界的達人都可以參賽。唐寧是一個來自武術世家的女孩，在前人的餘蔭下長大。她自信地認為可以憑實力打破前人的護蔭，以挑戰自己為人生的目標，因此格外珍惜這個來之不易的機會。喬健因為曾經敗給了師兄金藩，從而參加了比賽，希望借此機會能夠奪回屬于自己的勝利。最後，其他高手在各種特別設計的比賽裏一個個地倒下，只有喬健與金藩沒有退場，他們兩人迎來了最後一場決戰。

## 主要演員
| 角色   | 演員            | 註釋             |
| ------ | --------------- | ---------------- |
| 喬健   | 張智堯          | 暱稱阿建         |
| 金藩   | 楊俊毅          | 阿建的師兄       |
| 唐寧   | Patricia Ja Lee | 女選手、美國華僑 |
| 李凱琳 | 李詠嫻          | 比賽主持人       |

## 資料來源
1. ↑  . hkmdb.com.   [2018-12-12]. （原始内容存档于2016-09-10）.
2. ↑  星關係. . 星關係.   [2019-01-13].